# Taniec dowolny

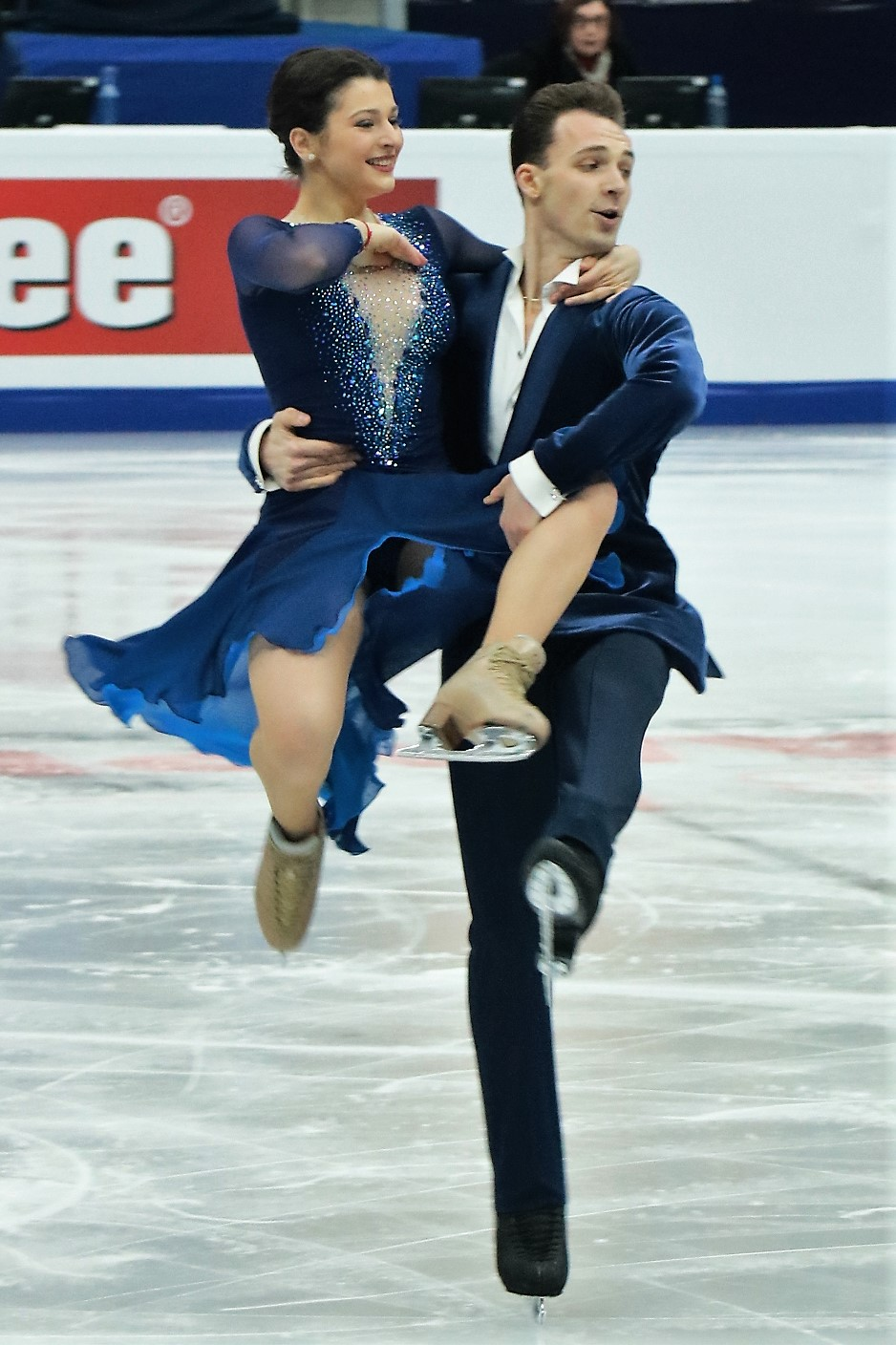
Taniec dowolny na mistrzostwach Europy 2018 (Natalia Kaliszek / Maksym Spodyriew)

Taniec dowolny (ang. Free dance, FD) – drugi segment zawodów łyżwiarskich w konkurencji par tanecznych. 
Ze względu na różne zmiany w formacie rozgrywania i systemach oceniania konkurencji par tanecznych Międzynarodowa Unia Łyżwiarska (ISU) rozdzieliła rekordy punktowe w tańcu dowolnym na te uzyskane przed sezonem 2010/2011 i na te uzyskane po tym sezonie. Historyczny rekord świata w tańcu dowolnym należy do rosyjskiej pary Tatjana Nawka / Roman Kostomarow – 117,14 pkt (Cup of Russia 2003). Aktualny rekord świata seniorów (stan na 24 marca 2018) należy do francuskiej pary Gabriella Papadakis / Guillaume Cizeron – 123,47 pkt (MŚ 2018).

## Struktura
W tańcu dowolnym pary taneczne mogą wybierać dowolną muzykę, rytmy, motywy tańca i przedstawiać swój własny kreatywny program. Od 1998 r. w tańcu dowolnym muszą znajdować się obowiązkowe elementy łyżwiarskie, które są wkomponowywane przez choreografów takie jak: sekwencja kroków, podnoszenia, piruety w parze, twizzle. Dokładna liczba i rodzaj wymaganych elementów często zmienia się z sezonu na sezon. Taniec dowolny trwa 4 minuty (plus/minus 10 sekund).